# Лангшайд (Майен)
Лангшайд (нем. Langscheid) — община в Германии, в земле Рейнланд-Пфальц.
Входит в состав района Майен-Кобленц. Подчиняется управлению Фордерайфель. Население составляет 88 человек (на 31 декабря 2010 года). Занимает площадь 2,54 км².